# Владиславув (Пйотрковський повіт)
Владиславув (пол. Władysławów) — село в Польщі, у гміні Ґрабиця Пйотрковського повіту Лодзинського воєводства.
Населення — 42 особи (2011).
У 1975-1998 роках село належало до Пйотрковського воєводства.

## Демографія
Демографічна структура станом на 31 березня 2011 року:
|          | Загалом | Допрацездатний вік | Працездатний вік | Постпрацездатний вік |
| -------- | ------- | ------------------ | ---------------- | -------------------- |
| Чоловіки | 26      | 4                  | 19               | 3                    |
| Жінки    | 16      | 5                  | 9                | 2                    |
| Разом    | 42      | 9                  | 28               | 5                    |